# Fantino
Fantino é um município da República Dominicana pertencente à província de Sánchez Ramírez.
Sua população estimada em 2012 era de 22 487 habitantes.